# Willshire
Willshire és una població dels Estats Units a l'estat d'Ohio. Segons el cens del 2000 tenia 463 habitants.

## Demografia
Segons el cens del 2000, Willshire tenia 463 habitants, 192 habitatges, i 124 famílies. La densitat de població era de 470,4 habitants per km².
Dels 192 habitatges en un 30,2% hi vivien nens de menys de 18 anys, en un 52,6% hi vivien parelles casades, en un 9,4% dones solteres, i en un 34,9% no eren unitats familiars. En el 30,2% dels habitatges hi vivien persones soles l'11,5% de les quals corresponia a persones de 65 anys o més que vivien soles. El nombre mitjà de persones vivint en cada habitatge era de 2,41 i el nombre mitjà de persones que vivien en cada família era de 3,02.
Per edats la població es repartia de la següent manera: un 25,1% tenia menys de 18 anys, un 7,6% entre 18 i 24, un 32,8% entre 25 i 44, un 20,7% de 45 a 60 i un 13,8% 65 anys o més.
L'edat mediana era de 36 anys. Per cada 100 dones de 18 o més anys hi havia 104,1 homes.
La renda mediana per habitatge era de 40.625 $ i la renda mediana per família de 50.536 $. Els homes tenien una renda mediana de 31.818 $ mentre que les dones 23.281 $. La renda per capita de la població era de 18.425 $. Aproximadament el 4,9% de les famílies i el 5,9% de la població estaven per davall del llindar de pobresa.

## Poblacions més properes
El següent diagrama mostra les poblacions més properes.